# SMS V 26
V 26 – niemiecki niszczyciel z okresu I wojny światowej. Druga jednostka typu V 25. Okręt wyposażony w cztery kotły parowe opalane ropą. Zapas paliwa 225 ton. Po wojnie przekazany Wielkiej Brytanii i zezłomowany w 1922 roku.
26 sierpnia 1914 asystował krążownikowi "Magdeburg", który wszedł na skały koło wyspy Odensholm, i zabrał na pokład większość załogi krążownika. Po nadejściu rosyjskich krążowników "Pałłada" i „Bogatyr’” V 26 wycofał się, lecz został trafiony w rufę pociskiem kalibru 152 mm, który uszkodził pomieszczenia oficerskie i przewód pary z jednej turbiny, powodując straty w ludziach.